# 扎帕德內島
扎帕德內島是俄羅斯的島嶼，屬於北地群島的一部分，位於十月革命島以南50公里的喀拉海，由克拉斯諾亞爾斯克邊疆區負責管轄，直徑約0.2公里，面積0.03平方公里，島上無人居住。